# Alexandru Vișinescu
Alexandru Vișinescu, né le 27 septembre 1925 à Tisău et mort le 5 novembre 2018, est un officier roumain qui dirigea l'un des plus terribles pénitenciers communistes roumains, la prison de Râmnicu Sărat,.

## Biographie
Condamné en 2017 à 20 ans de réclusion, Alexandru Vișinescu décède en prison le 5 novembre 2018.